# 그랜트 핸리
그랜트 캠벨 핸리(Grant Campbell Hanley, 1991년 11월 20일 ~ )는 스코틀랜드의 축구 선수이다. 현재 버밍엄 시티와 스코틀랜드 축구 국가대표팀에서 수비수로 뛰고 있다.

## 수상 경력
뉴캐슬 유나이티드
- EFL 챔피언십: 2016-17